# Wooster Warriors
Die Wooster Warriors waren eine US-amerikanische Eishockeymannschaft in Wooster, Ohio. Das Team spielte in der Saison 2007/08 in der Mid-Atlantic Hockey League. 

## Geschichte
Die Mannschaft wurde 2007 als Franchise der erstmals ausgetragenen Mid-Atlantic Hockey League gegründet. In ihrer einzigen Spielzeit belegten die Wooster Warriors den zweiten Platz der MAHL nach der regulären Saison hinter den Indiana Ice Miners. Die Saison wurde aufgrund finanzieller Probleme von der Leitung der Liga vorzeitig beendet und auf die Playoffs verzichtet, woraufhin die Indiana Ice Miners zum Meister erklärt wurde. Spätere Versuche die Liga fortzuführen scheiterten, wodurch die Wooster Warriors endgültig aufgelöst wurden. Zuvor hatte es auch Pläne gegeben das Team nach Trenton, Michigan, umzusiedeln.  

## Saisonstatistik
Abkürzungen: GP = Spiele, W = Siege, L = Niederlagen, T = Unentschieden, OTL = Niederlagen nach Overtime SOL = Niederlagen nach Shootout, Pts = Punkte, GF = Erzielte Tore, GA = Gegentore, PIM = Strafminuten
| Saison  | GP | W  | L  | T | OTL | SOL | Pts | GF  | GA  | Platz    | Playoffs |
| 2007/08 | 30 | 14 | 14 | — | —   | 2   | 30  | 159 | 158 | 2., MAHL | —        |

## Team-Rekorde

### Karriererekorde
Spiele: 30  A.J. Jensen,  Brett Riley
Tore: 28  Frank Furdero
Assists: 53  Don Patrick
Punkte: 69  Don Patrick
Strafminuten: 117  Chris Ferguson